# Karin Maria Bruzelius
Karin Maria Bruzelius, född 19 februari 1941 i Lund, är en norsk jurist.
Hon växte upp i Lund. Hon tog juristexamen vid  Lunds universitet 1964 samt en magisterexamen i juridik vid Columbia Law School 1969. Hon var tingsnotarie vid Rådhusrätten i Göteborg 1964 och anställd i Justisdepartementet i Norge mellan 1965 och 1982 som byråsjef, underdirektør och ekspedisjonssjef. Hon var advokat i Sjøassurandørenes Centralforening 1982–1987, ekspedisjonssjef i Samferdselsdepartementet 1987–1988 och Norges första departementsråd, i Samferdselsdepartementet, 1989–1997. 
Bruzelius var domare i Norges Høyesterett mellan oktober 1997 och mars 2011.
Bruzelius har varit ordförande för Petroleumsprisrådet 1987–2004 och ledamot av den Permanenta skiljedomstolen i Haag 2004–2010. Hon var även ordförande för Norsk Kvinnesaksforening 1978–1984 och från 2018.
Karin Maria Bruzelius är dotter till Anders Bruzelius och Ingrid Bruzelius samt syster till Lars Bruzelius och Nils Bruzelius. Hon är sambo med juristprofessorn Inge Lorange Backer (född 1946).